# マーカス・ウィリアムズ
マーカス・ダレル・ウィリアムズ（Marcus Darrell Williams, 1985年12月3日 - ）はアメリカ合衆国カリフォルニア州ロサンゼルス出身のバスケットボール選手。ポジションはポイントガード。191cm、102kg。

## 経歴

### 学生時代
オークヒルアカデミー高校卒業後、コネチカット大学に進学。1年目の2003-04シーズンは学業を優先させたこともあり、出場した試合は16試合に留まった。翌04-05シーズンには先発に定着、前シーズンのアベレージ2.9得点から9.6得点と飛躍的に数字を伸ばし、ビッグ・イースト・カンファレンスのMIP(最も成長した選手)を受賞した。05-06シーズン前の夏、ウィリアムズは同校の寮から盗まれた機材を転売しようとしているという嫌疑をかけられ、シーズン序盤数試合の欠場を強いられたが、復帰後は12.3得点8.6アシストの成績でチームを牽引し、チームをNCAAトーナメントのElite8進出に導いた。

### NBA時代
2006年のNBAドラフトにて1巡目22位指名でニュージャージー・ネッツに入団した。ルーキーポイントガードの中ではトップクラスの実績と実力を持ってはいたものの、同ポジションにはジェイソン・キッドがいたためベンチスタートとなった。与えられた短い出場時間の中で存在感を示したウィリアムズは、オールルーキーセカンドチームに選出された。2年目は故障に悩まされ、思うように成績が伸びず、オフにはチーム再編のためゴールデンステート・ウォリアーズに放出された。ウォリアーズでは殆ど出場機会を与えられずシーズン中に解雇される憂き目に遭い、その後もNBAには定着出来なかった。

### アメリカ以外
2009年3月、バロンセスト・スペリア・ナシオナル（プエルトリコ）のキューブラジラス・パイレーツと契約、シーズンの前半プレーした。オールスターゲームにも出場しMVPに選ばれた。
2010年8月、ロシアのBCエニセイ・クラスノヤルスクと契約した。
2011年8月、中国プロバスケットボールリーグの江蘇ドラゴンズと契約。以降も海外リーグでのプレーが続いた。
2017年9月26日、サクラメント・キングスとトレーニングキャンプに関する契約を結び、NBA復帰を目指すことになった。